# ザ・ヒューマン (ドキュメンタリー番組)
ザ・ヒューマン（ざ・ひゅーまん）は2019年12月14日よりNHK BS1（現：NHK BS）で放送されているドキュメンタリー番組。

## 概要
先の見えない混迷の時代だからこそ、人間の確かな息づかいを深く見つめなおす。様々なジャンルで新たな世界を切り開こうとする「ヒューマン」たちの心揺さぶる生き様を描く、本格派ヒューマンドキュメンタリー。主人公たちの願いや挑戦、葛藤に迫り、リアルな生き様をみつめる。
毎年、ほぼ期間を限定して放送している。これは、MLBやJリーグのハイライトを放送しないオフシーズンに集中して放送しているためである。
ナレーター、制作会社は固定しなかった。

## 放送時刻
- 土曜　22:00 - 22:50（NHK BS1）- 2022年3月まで。4月以降は不定期の放送日時に

## 放送リスト初回放送日のみ記載

### 2019年
- 12月14日：コーヒーで世界を変える 川島良彰
- 12月28日：”一流は挫折の上に成る” 川﨑宗則

### 2020年
- 1月21日：世界中で愛される絵本作家 クリス・ヴァン・オールズバーグ
- 2月1日：女ひとり ドイツ茶事行脚 半澤鶴子
- 2月8日：プロレス、新時代へのゴング ハロルド・メイ
- 2月22日：不屈のえん罪弁護士 マーク・ゴッドシー
- 2月29日：村上世彰～”お金とは何か”を問い続ける～
- 3月7日：輝ける場所がここにある～K・POPに挑む女性たち～
- 3月28日：誇り高き悪魔 ジーン・シモンズ
- 5月5日：誇り高き悪魔 KISSダーク・シモンズ（前編・後編）

### 2021年
- 1月9日：届けれなければ永遠にゴミだ NY美術家 松山智一
- 1月23日：それでも、自由のために闘う 中国 人権派弁護士と家族
- 2月7日：人生は一つ でも一度じゃない～財津和夫～
- 2月13日：オストメイトモデル エマ・大辻・ピックルス　私が”モデル”になった理由
- 2月20日：羽生善治 天才棋士 50歳の苦闘
- 2月27日：飛び込み一家 東京五輪 宿命との闘い
- 3月6日：止まらない男～噺（はなし）家 柳家小三治
- 3月13日：命を描く画家 集大成の絵に挑む
- 3月20日：揺るがない息吹を 関ジャニ∞ 安田章大
- 3月27日：心をひとつに～市立船橋高等学校吹奏楽部～
- 12月25日：ゆず・北川悠仁 それでも僕は歩みを止めない

### 2022年
- 1月8日：ボクサー兄弟 進化の記録
- 1月22日：面白いものをつくろうじゃないか～建築家・伊東豊雄～
- 2月4日：”独裁政権”と闘う女性たち～ベラルーシに自由を～
- 2月20日：浅川智恵子～自由のスーツケース～
- 2月27日：若大将・加山雄三～病を超えて 今を生きる～
- 3月6日：立ち止まらない外科医 竹政伊知郎
- 3月13日：ソプラノ歌手・田中彩子 境界線上のアリア
- 3月19日：”異彩”が変える～起業家 松田崇弥・文登～
- 3月26日：テロリストも一人の若者である～国際NPO代表 永井陽右～
- 6月25日：病気でもあきらめないで! 在宅医・紅谷浩之 子どもたちとドクターGO
- 7月30日：ピアニスト アリス＝紗良・オット 人生の小さな瞬間を集めて
- 12月27日：バイクレーサー 高杉奈緒子 "音のない世界"を走る
- 12月28日：谷村新司 ～歌い、伝え続ける～

### 2023年
- 2月5日：52年目のMINAMATA～アイリーン・奈緒子・スミス～
- 2月12日：和食料理人 笠原将弘 僕を育てた 愛する家族
- 2月18日：旅を、生きる力へ 医師・伊藤玲哉
- 3月9日：NPO理事長 小川真吾 危機の世界で 誰も取り残さない
- 3月10日：アートの力でスラムを救え! ～美術家・長坂真護～
- 3月11日：生き残れ 若者たちよ ～NPO代表 今井紀明～
- 3月24日：龍と、獅子と、茶の香り 写真家・画家 陳漫（チェンマン）
- 11月16日：キム・ジャン ～解けよ、”美”の呪い～
- 11月23日：さらば友よ 作詞家・橋本淳 作曲家・筒美京平
- 11月30日：画家 小川貴一郎 ～”百年”に挑む～

### 2024年
- 3月9日：歌手 藤井フミヤ ～歌はタイムマシン～

詳しくは、こちらを参照